# Disc òptic
|  | Per a altres significats, vegeu «Disc òptic (oftalmologia)». |

Un disc òptic és un mitjà d'emmagatzematge de dades de tipus òptic, que consisteix en un disc circular en el qual es desa la informació codificada fent uns solcs microscòpics amb un làser sobre una de les cares planes que el componen.
Com totes les formes dels mitjans d'emmagatzematge, els discos òptics es basen en la tecnologia digital. Qualsevol tipus o morfologia de la informació (text, imatge, àudio, vídeo, etc.) pot ser codificada en format digital i emmagatzemada en aquest tipus de suports.
Una unitat de disc òptic fa servir raigs làser (en lloc d'imants, com serien les cintes de casset) per llegir i escriure la informació en la superfície del disc. Encara que no són tan ràpids com els discs durs, els discs òptics tenen molt espai per emmagatzemar dades, són menys sensibles a les fluctuacions ambientals i proporcionen major emmagatzematge a un cost menor. La seva primera aplicació comercial massiva va ser el CD de música, que data de començaments de la dècada del 1980. Els discs òptics varien la seva capacitat d'emmagatzematge, encara que n'hi ha de molts tipus, els més habituals són: CD de 700 MB, DVD de 4,7 GB i Blu-ray de 25 GB en una sola capa. Tant els discos òptics com les unitats de discos òptics, poden ser de només lectura o de lectura i escriptura.
El disc òptic admet dades tant de tipus analògic com digital. Els estàndards d'emmagatzematge òptics són regulats per la Optical Storage Technology Association.

## Generalitats

Comparació de diversos mitjans d'emmagatzematge òptic

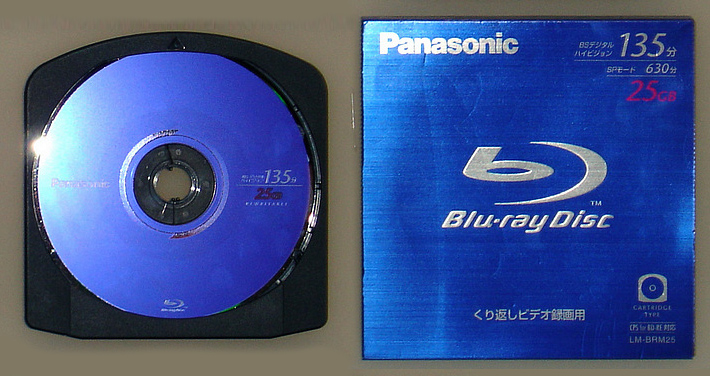
Un disc Blu-ray en la seva forma original, dins d'una carcassa protectora

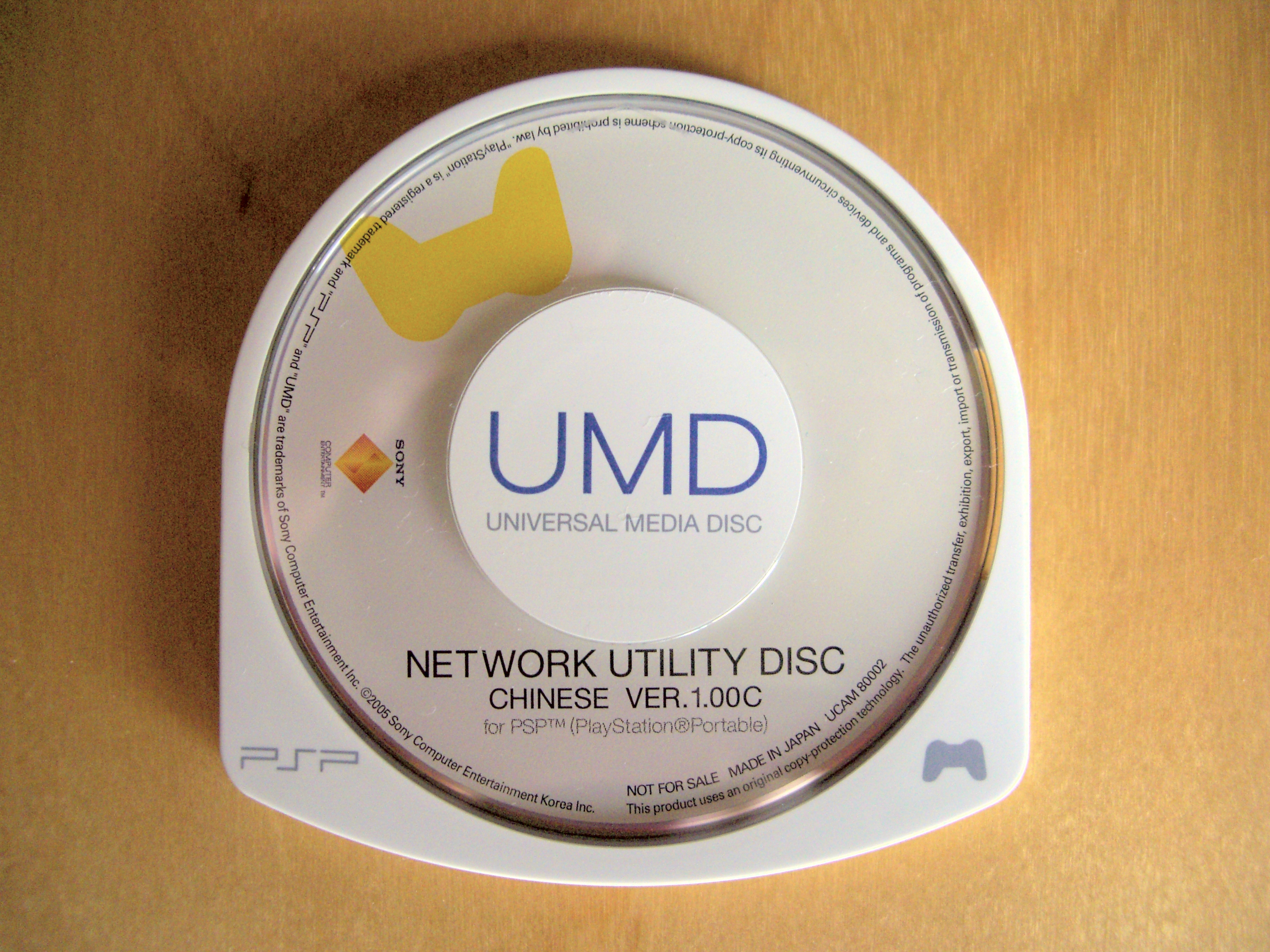
Disc Universal Media Disc (UMD) en planta

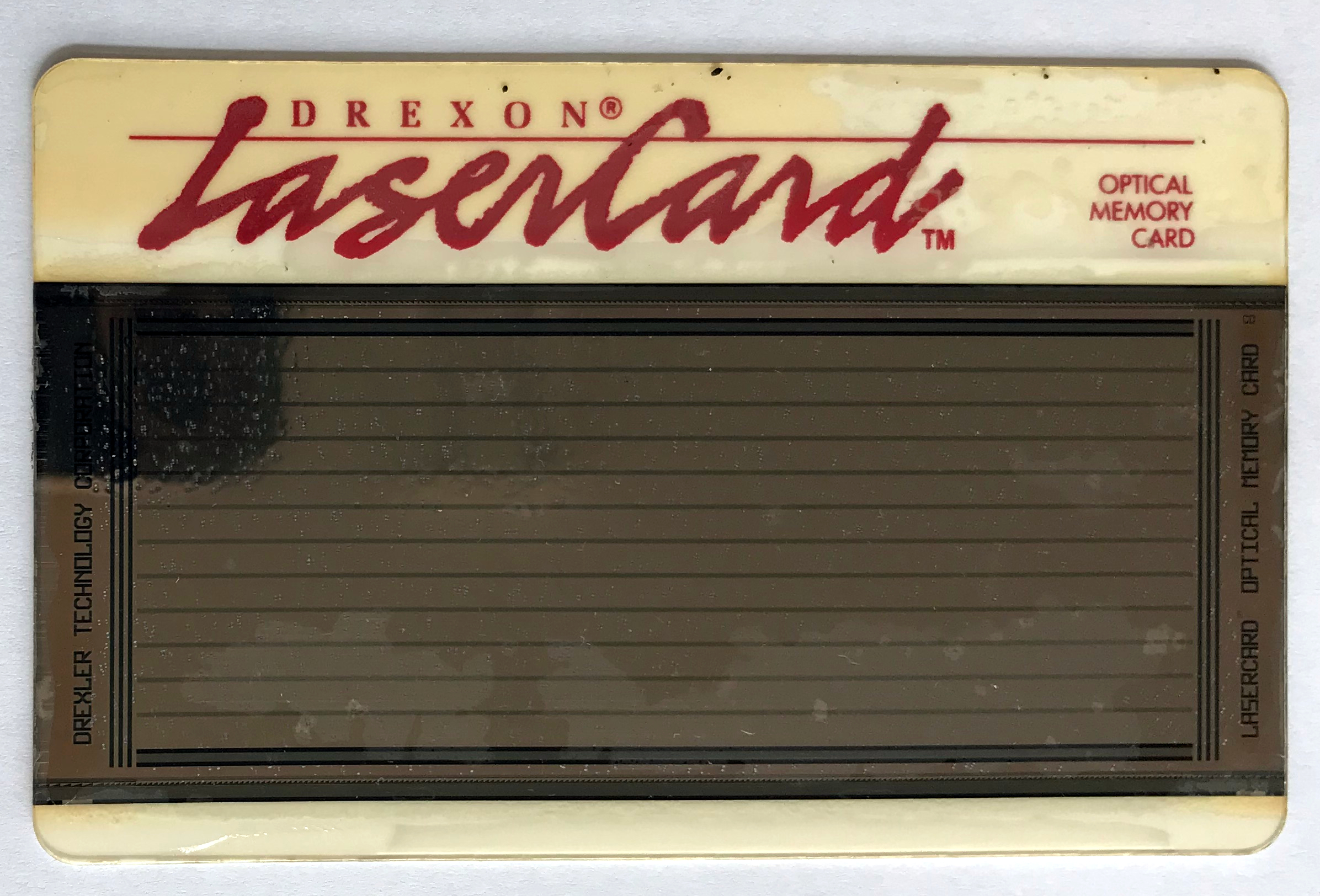
LaserCard fabricada per Drexler Technology Corporation

En el camp de la informàtica, i la reproducció de so i de video, un disc òptic és un disc circular en el qual la informació es codifica, es guarda i s'emmagatzema, fent uns solcs (pits) microscòpics amb un làser sobre una de les superfícies planes que el componen, que sol ser d'alumini. El material de codificació se situa per sobre d'un substrat de major grossor, generalment de policarbonat, que constitueix la major part del disc. El patró de codificació segueix un recorregut en espiral continu que cobreix la superfície del disc assabenta, estenent-se des de la pista més interna fins a la més externa. L'accés a les dades, lectura, es realitza quan aquesta superfície és il·luminada amb un feix de làser generat per un díode làser dins de la unitat de disc òptic la qual fa girar el disc a velocitats al voltant de 200 RPM a 4.000 RPM o més, depenent del tipus d'unitat, el format de disc, i la distància des del capçal de lectura fins al centre del disc, les pistes internes són llegides a una velocitat major. Els solcs en la superfície modifiquen el comportament del feix de làser reflectit i ens donen la informació que conté el disc. Per aquest motiu la majoria dels discos òptics, excepte els discos negres de la videoconsola PlayStation original, tinguin la seva característica aparença iridescent creada per les esquerdes en la capa reflectiva.
El revers d'un disc òptic generalment té impresa una etiqueta, feta usualment de paper però de vegades impresa o estampada en el disc mateix. Aquest costat, sense codificar, del disc és típicament cobert amb un material transparent, en general laca. A diferència dels disquets, la majoria dels discos òptics no tenen integrada una carcassa protectora i, per tant, són susceptibles als problemes de transferència de dades a causa de ratllades, esquerdes, petjades, i altres problemes de l'entorn. Encara que les petjades, la pols i la brutícia en molts casos poden ser remogudes amb un drap humit.
Els discos òptics en general tenen un diàmetre d'entre 7,6 i 30 centímetres, sent 12 cm la grandària més comuna. Un disc típic té un grossor d'1,2 mil·límetres, mentre que el llarg de pista, la distància des del centre d'una pista fins al centre de la següent, és en general d'1,6 µm (microns).
Un disc òptic està dissenyat per suportar un de tres tipus d'enregistrament: solament lectura (vénen pregravats de fàbrica i no es poden esborrar ni gravar de nou; per exemple CD i CD-ROM), gravable (possibilitat d'escriure en el disc una sola vegada; per exemple CD-R), o regravable (reescrivible i esborrable, per exemple CD-RW). Els discos gravables usualment posseeixen una capa d'enregistrament de tint orgànic entre el substrat i la capa reflexiva. D'altra banda, els discos regravables contenen una capa d'enregistrament d'aliatge compost d'un material en canvi d'estat, la majoria de les vegades AgInSbTe, un aliatge de plata, indi, antimoni i tel·luri.
Segons el format, els discos òptics poden ser usats per emmagatzemar música (per exemple, per usar en un reproductor de CD), video (per exemple, per usar en un reproductor de DVD), o dades i programes per a computadora. La Optical Storage Technology Association, OSTA, promou formats d'emmagatzematge òptics estandarditzats. Encara que els discos òptics són més duradors que els formats d'emmagatzematge audiovisuals anteriors, són susceptibles a danys provocats per l'entorn i l'ús diari. Les biblioteques promouen procediments de preservació de mitjans òptics per assegurar una usabilitat contínua en la unitat de disc òptic de la computadora o el corresponent reproductor de discos.
Per a còpies de seguretat de dades de computadora i transferència de dades física, els discos òptics com el CD i el DVD estan sent reemplaçats gradualment per dispositius d'estat sòlid més ràpids, petits i fiables, especialment la memòria USB. S'espera que aquesta tendència continuï a mesura que les memòries USB segueixin creixent en capacitat i disminuint els seus preus. De manera similar, els reproductors de CD personals portables han estat reemplaçats per reproductors MP3 d'estat sòlid portables, i la música comprada o compartida per Internet, o per altres mitjans, ha disminuït de manera important el nombre de CD d'àudio venuts per any.
El format disc òptic compta amb el respatller de l'ECMA, l'organització que des de 1984 és responsable d'avançar en el desenvolupament dels discos òptics, al que pertanyen tots ells: CD-ROM, DVD, UMD, Minidisc, Blu-Ray, etc.
Amb prou feines en el 2003 la capacitat màxima de les unitats de targeta de memòria no superaven els 8 o 16 mb. Tenir un format que suportés gairebé 1 GB era no tenir competència.
Un disc òptic té calculada una vida útil d'una mica més de 100 anys, la qual cosa és una mica menys en els CD i DVD actuals i bastant menys en els Blu-ray fets de cel·lulosa.
Les possibilitats multimèdia del disc òptic són variades i utilitza processos de fabricació molt familiars per a la indústria. Permet emmagatzemar qualsevol tipus de dades en ells. Comparats amb formats, com els cartutxos d'altres videoconsoles o les targetes de memòria, el seu cost de producció és més alt, són més fràgils per a la manipulació per nens i triguen més temps a carregar.
La forta competència entre els diferents suports mundialment acceptats com el disc compacte o altres suports com el Minidisc, DVD Àudio, SACD... per evitar la competència i beneficiar-se així de les llicències, a costa dels consumidors que cada pocs anys havien de renovar els seus equips en ser incompatibles, ha perjudicat a la llarga als nous formats de disc òptic que no es venen com s'esperava.
El format BluRay, es va imposar al seu competidor, l'HD DVD, en la guerra de formats iniciada per canviar l'estàndard DVD. Encara que la tendència del mercat apunta que el successor del DVD no serà un disc òptic sinó la targeta de memòria. Sent el competidor més dur que té el Blu-ray. El límit de capacitat en les targetes de format SD/MMC està ja en 128 GB en manera LBA (28-bit sector address), tenint l'avantatge de ser regravables almenys durant 5 anys.
La utilització de cartutxs, enfront d'altres opcions com a discos òptics respon a una llarga llista de factors.
El preu de fabricació, que una vegada s'arriba a cert nivell d'unitats és molt baix, en alguns casos, com les videoconsoles, el control sobre els distribuïdors i els fabricants del producte, que estan obligats a utilitzar la patent, etc. En general, els cartutxos suposen certa garantia per controlar el programari que apareix per a una plataforma, almenys enfront dels mitjans habituals com els discos CD o DVD. A més un cartutx no té peces mòbils, amb el que és menys probable que un programa sofreixi danys si rep algun cop mentre està en plena lectura, o es bloquegi per un sot mentre es viatja amb cotxe o simplement en aixecar els braços per descansar uns segons. Són molt apropiats perquè els usin els nens.

## Història

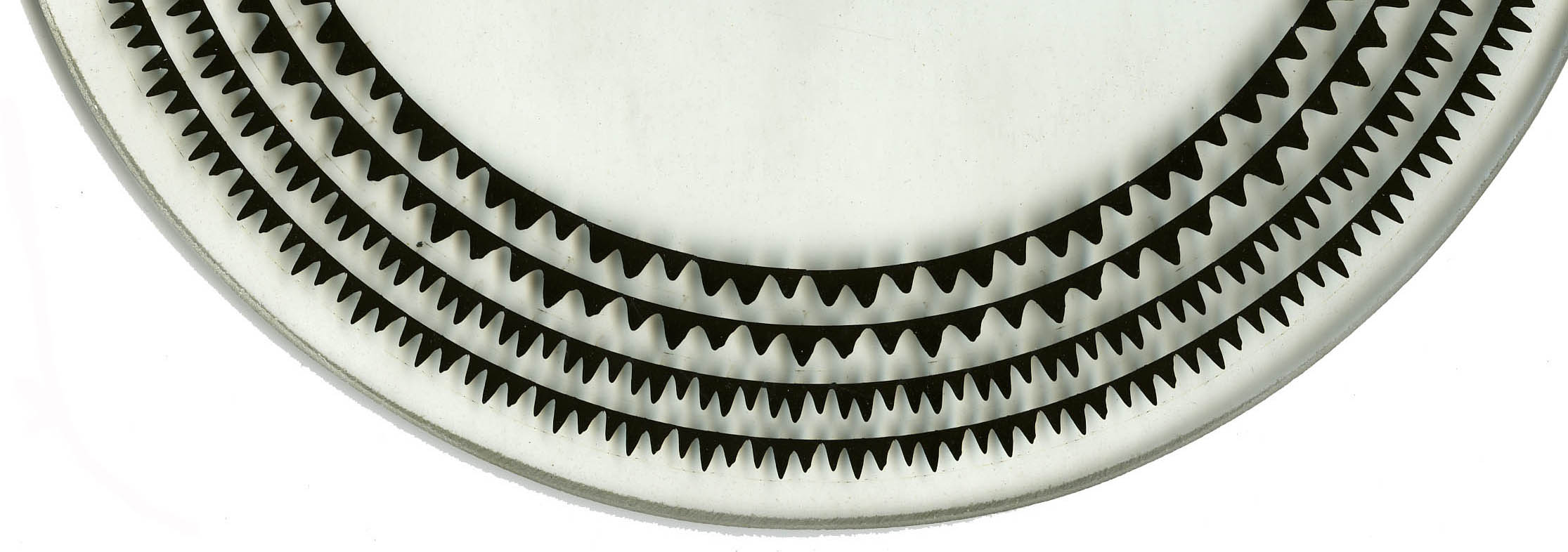
Un antic disc òptic analògic gravat en 1935 per un Lichttonorgel (òrgan de mostreig)

El disc òptic va ser inventat en 1958. En 1961 i 1969, David Paul Gregg va registrar una patent pel disc òptic analògic per a enregistrament de video, patent dels EUA 3.430.966. És d'interès especial que la patent dels EUA 4.893.297, registrada en 1968, emesa en 1990, va generar ingressos de regalies pel DVD de Pioneer Corporation fins a 2007, abastant els sistemes CD, DVD, i Blu-ray. Al començament dels anys 1960, la Music Corporation of America (MCA) va comprar les patents de Gregg i la seva empresa, Gauss Electrophysics.
Després en 1969, als Països Baixos, físics de Philips Research van començar els seus primers experiments en un disc òptic de video a Eindhoven. En 1975, Philips i MCA van unir esforços, i en 1978, comercialment molt després, van presentar el seu llargament esperat Laserdisc en Atlanta. MCA comerciava els discos i Philips els reproductors. No obstant això, la presentació va ser fracàs tècnic i comercial i la cooperació entre Philips i MCA es va dissoldre.
Al Japó i Estats Units, Pioneer va triomfar amb el disc de video fins a l'arribada del DVD. En 1979, Philips i Sony, en consorci, van començar a desenvolupar un nou disc òptic d'emmagatzematge d'àudio amb tecnologia digital i en 1983 van acabar amb èxit el disc compacte. Paral·lelament, la companyia Pioneer va tenir èxits en el camp dels discos de video fins al desenvolupament de l'actual DVD.
A meitat dels anys 1990, un consorci de fabricants van desenvolupar la segona generació de discos òptics, el DVD.
La tercera generació de discos òptics va ser desenvolupada entre 2000 i 2006, i les primeres pel·lícules en discos Blu-ray van ser llançades al juny de 2006. Blu-ray eventualment va prevaler en una guerra de formats de discos òptics d'alta definició sobre un format de la competència, l'HD DVD. Un disc estàndard Blu-ray pot emmagatzemar aproximadament 25 GB de dades, un DVD aproximadament 4,7 GB, i un CD al voltant de 700 MB.
Cronològicament, es pot dividir la història dels discos òptics en tres generacions.

### Primera generació
Originàriament, els dispositius òptics s'utilitzaven per emmagatzemar música i programari de computadora. El format Laserdisc emmagatzemava senyals de video analògiques, però, comercialment va perdre davant el format de casset VHS, hagut de principalment al seu alt cost i impossibilitat d'enregistrament; la resta dels formats de disc de la primera generació estan dissenyats únicament per emmagatzemar dades digitals.
Nota: altres factors que afecten la densitat d'emmagatzematge de dades són, per exemple: un disc infraroig de múltiples capes emmagatzemaria més dades que un disc de capa simple; si és CAB, CLV o CAB per zones; com són codificats les dades; i quant marge buit posseeix al centre i en les vores.
- Disc compacte (CD)
- Laserdisc
- Disc magneto-òptic

### Segona generació
Els discos òptics de segona generació estan pensats per emmagatzemar grans quantitats de dades, incloent video digital de qualitat de transmissió (broadcast quality). Tals discos són habitualment llegits amb un làser de llum visible (usualment vermell); una longitud d'ona més curta i una major obertura numèrica permeten un feix de llum més estret, permetent pits i lands més petits en el disc. En el format DVD, això permet 4,7 GB d'emmagatzematge en disc estàndard de 12cm de capa simple i una cara; de manera alternativa, mitjans més petits, tals com els formats MiniDisc i DataPlay, poden tenir una capacitat comparable a la d'un major disc compacte estàndard de 12cm.
- Minidisc
- Hi-MD
- DVD (Digital Versatile Disc) i derivats
  - DVD-Àudio
  - DualDisc
  - Digital Video Express
- EVD (Enhanced Versatile Disc)
- GD-ROM
- DataPlay
- Disc Fluorescent Multietiqueta
- PD (Phase-change Dual)
- Universal Media Disc (UMD)
- Ultra Density Optical

### Tercera generació
Els discos òptics de tercera generació es troben en desenvolupament, seran usats per distribuir video d'alta definició i videojocs. Aquests suporten majors capacitats d'emmagatzematge de dades, aconseguit mitjançant l'ús de làsers de longitud d'ona curta de llum visible i majors obertures numèriques. El disc Blu-ray usa làsers violetes de gran obertura, per usar amb discos amb pits i lands més petits i, per tant, una major capacitat d'emmagatzematge per capa. En la pràctica, la capacitat de presentació multimèdia efectiva és millorada amb códecs de compressió de dades de video millorats com H.264 i VC-1.
- Actualment en ús:

1. Blu-ray
2. VMD o HD-VMD (Versatile Multilayer Disc "Disc versàtil Multicapa")
3. CBHD (China Blue High Definition)

- En desenvolupament

1. FVD (Forward Versatile Disc)
2. DMD (Digital Multilayer Disc "Disc Multicapa Digital") o FMD (Fluorescent Multilayer Disc)

- Discontinuats

1. HD DVD (High Density Digital Versatile Disc)

### Projectes cancel·lats
Els següents formats es van cancel·lar i es van destruir els seus prototips:
1. Holographic Versatile Disc (HVD)
2. Protein-coated disc (PCD)
3. Archival Disc (AD)
4. LS-R

### Visió general dels tipus de discos òptics
| Nom                                                  | Capacitat                                                                              | Experimental | Anys            |
| ---------------------------------------------------- | -------------------------------------------------------------------------------------- | ------------ | --------------- |
| LaserDisc (LD)                                       | 0,3 GB                                                                                 |              | 1971-2001       |
| Write Once Read Many Disk (WORM)                     | 0,2-6 GB                                                                               |              | 1979-1984       |
| Compact Disc (CD)                                    | 0,7-0,9 GB                                                                             |              | 1981-actualitat |
| Electron Trapping Optical Memory (ETOM)              | 6-12 GB                                                                                |              | 1987-1996       |
| MiniDisc (MD)                                        | 0,14 GB                                                                                |              | 1989-avui       |
| Magneto Optical Disc (MOD)                           | 0,1-16,7 GB                                                                            |              | 1990-actualitat |
| Digital Versatile Disc (DVD)                         | 4,7-17 GB                                                                              |              | 1995-avui       |
| LIMDOW (Laser Intensity Modulation Direct OverWrite) | 2,6 GB                                                                                 | 10 GB        | 1996-actualitat |
| GD-ROM                                               | 1,2 GB                                                                                 |              | 1997-actualitat |
| Fluorescent Multilayer Disc                          |                                                                                        | 50-140 GB    | 1998-2003       |
| Versatile Multilayer Disc (VMD)                      | 5-20 GB                                                                                | 100 GB       | 1999-2010       |
| Hyper CD-ROM                                         | 1 PB                                                                                   | 100 EB       | 1999?-?         |
| Ultra Density Optical (UDO)                          | 30-60 GB                                                                               |              | 2000-actualitat |
| FVD (FVD)                                            | 5,4-15 GB                                                                              |              | 2001-actualitat |
| Enhanced Versatile Disc (EVD)                        | DVD                                                                                    |              | 2002-2004       |
| HD DVD                                               | 15-51 GB                                                                               | 1 TB         | 2002-2008       |
| Blu-ray Disc (BD)                                    | 25 GB 50 GB 100 GB (BDXL) 128 GB (BDXL)                                                | 1 TB         | 2002-actualitat |
| Professional Disc for Data (PDD)                     | 23 GB                                                                                  |              | 2003-2006       |
| Professional Disc                                    | 23-128 GB                                                                              |              | 2003-actualitat |
| Digital Multilayer Disk                              |                                                                                        | 22-32 GB     | 2004-2007       |
| Multiplexed Optical Data Storage (MODS-Disc)         |                                                                                        | 250 GB-1 TB  | 2004-actualitat |
| Universal Media Disc (UMD)                           | 0,9-1,8 GB                                                                             |              | 2004-2014       |
| Holographic Versatile Disc (HVD)                     |                                                                                        | 6 TB         | 2004-actualitat |
| Protein-coated Disc (PCD)                            |                                                                                        | 50 TB        | 2005-actualitat |
| M-DISC                                               | 4,7 GB (format DVD) 25 GB (format Blu-ray) 50 GB (format Blu-ray) 100 GB (format BDXL) |              | 2009-actualitat |
| Archival Disc                                        | 0,3-1 TB                                                                               |              | 2014-actualitat |
| Ultra HD Blu-ray                                     | 50 GB 66 GB 100 GB                                                                     |              | 2015-actualitat |

Notes
1. ↑  Prototips i valors teòrics.
2. ↑  Anys des de (conegut) inici de desenvolupament fins a final de vendes o desenvolupament.

## Especificacions
| Generació | Base     | Max      | Max |
| Generació | (Mbit/s) | (Mbit/s) | ×   |
| --------- | -------- | -------- | --- |
| 1st (CD)  | 1,17     | 65,62    | 52× |
| 2nd (DVD) | 10,55    | 210,94   | 16× |
| 3rd (BD)  | 36       | 432      | 12× |

| Designació    | Designació | Cares | Capes (total) | Diàmetre | Capacitat | Capacitat |
| Designació    | Designació | Cares | Capes (total) | (cm)     | (GB)      | (GiB)     |
| ------------- | ---------- | ----- | ------------- | -------- | --------- | --------- |
| DVD-1         | SS SL      | 1     | 1             | 8        | 1,46      | 1,36      |
| DVD-2         | SS DL      | 1     | 2             | 8        | 2,66      | 2,47      |
| DVD-3         | DS SL      | 2     | 2             | 8        | 2,92      | 2,72      |
| DVD-4         | DS DL      | 2     | 4             | 8        | 5,32      | 4,95      |
| DVD-5         | SS SL      | 1     | 1             | 12       | 4,70      | 4,37      |
| DVD-9         | SS DL      | 1     | 2             | 12       | 8,54      | 7,95      |
| DVD-10        | DS SL      | 2     | 2             | 12       | 9,40      | 8,74      |
| DVD-14        | DS DL/SL   | 2     | 3             | 12       | 13,24     | 12,32     |
| DVD-18        | DS DL      | 2     | 4             | 12       | 17,08     | 15,90     |
| DVD-R 1.0     | SS SL      | 1     | 1             | 12       | 3,95      | 3,68      |
| DVD-R 2.0     | SS SL      | 1     | 1             | 12       | 4,70      | 4,37      |
| DVD-R 2.0     | DS SL      | 2     | 2             | 12       | 9,40      | 8,75      |
| DVD-RW 2.0    | SS SL      | 1     | 1             | 12       | 4,70      | 4,37      |
| DVD-RW 2.0    | DS SL      | 2     | 2             | 12       | 9.40      | 8.75      |
| DVD+R 2.0     | SS SL      | 1     | 1             | 12       | 4,70      | 4,37      |
| DVD+R 2.0     | DS SL      | 2     | 2             | 12       | 9,40      | 8,75      |
| DVD+RW 2.0    | SS SL      | 1     | 1             | 12       | 4,70      | 4,37      |
| DVD+RW 2.0    | DS SL      | 2     | 2             | 12       | 9,40      | 8,75      |
| DVD-RAM 1.0   | SS SL      | 1     | 1             | 12       | 2,58      | 2,40      |
| DVD-RAM 1.0   | DS SL      | 2     | 2             | 12       | 5,16      | 4,80      |
| DVD-RAM 2.0   | SS SL      | 1     | 1             | 12       | 4,70      | 4,37      |
| DVD-RAM 2.0   | DS SL      | 2     | 2             | 12       | 9,40      | 8,75      |
| DVD-RAM 2.0   | SS SL      | 1     | 1             | 8        | 1,46      | 1,36      |
| DVD-RAM 2.0   | DS SL      | 2     | 2             | 8        | 2,65      | 2,47      |
| CD-ROM 74 min | SS SL      | 1     | 1             | 12       | 0,682     | 0,635     |
| CD-ROM 80 min | SS SL      | 1     | 1             | 12       | 0,737     | 0,687     |
| CD-ROM        | SS SL      | 1     | 1             | 8        | 0,194     | 0,180     |
| DDCD-ROM      | SS SL      | 1     | 1             | 12       | 1,364     | 1,270     |
| DDCD-ROM      | SS SL      | 1     | 1             | 8        | 0,387     | 0,360     |
| HD DVD        | SS SL      | 1     | 1             | 8        | 4,70      |           |
| HD DVD        | SS DL      | 1     | 2             | 8        | 9,40      |           |
| HD DVD        | DS SL      | 2     | 2             | 8        | 9,40      |           |
| HD DVD        | DS DL      | 2     | 4             | 8        | 18,80     |           |
| HD DVD        | SS SL      | 1     | 1             | 12       | 15,00     |           |
| HD DVD        | SS DL      | 1     | 2             | 12       | 30,00     |           |
| HD DVD        | DS SL      | 2     | 2             | 12       | 30,00     |           |
| HD DVD        | DS DL      | 2     | 4             | 12       | 60,00     |           |
| HD DVD-RAM    | SS SL      | 1     | 1             | 12       | 20,00     |           |

## Tecnologies d'enregistrament de discos òptics
|           | Empresa              | Any  | Còdec | Resolució        | Freqüència de mostreig          | Resposta en freqüència | Rang dinàmic | Bit rate   | Núm. màxim de pistes | Capacitat         | Temps màxim d'enregistrament                 |
| --------- | -------------------- | ---- | ----- | ---------------- | ------------------------------- | ---------------------- | ------------ | ---------- | -------------------- | ----------------- | -------------------------------------------- |
| CD Àudio  | Sony i Philips       | 1982 | PCM   | 16 bits          | 44,1 kHz                        | 20Hz a 20 kHz          | 98 dB        | 1,4 Mbit/s | 2                    | 650, 700 i 800 MB | 74, 80 i 90 minuts                           |
| Minidisc  | Sony                 | 1991 | ATRAC | 16 bits          | 44,1 kHz                        | 20Hz a 20 kHz          | 103 dB       | 292 kbit/s | 2                    | 1 GB              | 45 minuts                                    |
| DVD-Audio | Pioneer i Matsushita | 1997 | MLP   | 16, 20 o 24 bits | 44,1/48/88,2/96/176,4 i 192 kHz | 20Hz a 80 kHz          | 120 dB       | 9,6 Mbit/s | 6                    | 4,7 GB            | 622 minuts (10 hores i 22 minuts)            |
| SACD      | Philips i Sony       | 1999 | DSD   | 1 bit            | 2,8 MHz                         | 20Hz a 100 kHz         | 120 dB       | 2,8 Mbit/s | 6                    | 4,7 GB            | 74'(1 capa), 148' (2 capes) i 222' (3 capes) |